# فهرست همکاری‌های کارگردان فیلم و بازیگر
هر کارگردان فیلم ممکن است با هنرپیشگانی چندباره کار کند. این فهرست همکاری‌های بیش از سه بار را در بر می‌گیرد.

## فهرست همکاری‌ها
| کارگردان                 | بازیگر                | فیلم‌ها | منابع                               |
| ------------------------ | --------------------- | --- | ----------------------------------- |
| وودی آلن                 | داین کیتن             | مردان بحران: سرگذشت هاروی والینجر (۱۹۷۱)، درخواب‌فرورفته (۱۹۷۳)، عشق و مرگ (۱۹۷۵)، آنی هال (۱۹۷۷)، صحنه‌های داخلی (۱۹۷۸)، منهتن (۱۹۷۹)، روزگار رادیو (۱۹۸۷)، معمای قتل منهتن (۱۹۹۳) | [ ۱ ] [ ۲ ]                         |
| پدرو آلمودوار            | آنتونیو باندراس       | هزارتوی شور (۱۹۸۲)، ماتادور (۱۹۸۶)، قانون میل (۱۹۸۷)، زنان در آستانه فروپاشی عصبی (۱۹۸۸)، منو ببند! (۱۹۹۰)، پوستی که در آن زندگی می‌کنم (۲۰۱۱)، خیلی هیجان‌زده‌ام (۲۰۱۳)، درد و شکوه (۲۰۱۹) | [ ۲ ] [ ۳ ] [ ۴ ]                   |
| پدرو آلمودوار            | پنه‌لوپه کروز          | جسم زنده (۱۹۹۷)، همه‌چیز درباره مادرم (۱۹۹۹)، بازگشت (۲۰۰۶)، آغوش‌های گسسته (۲۰۰۹)، خیلی هیجان‌زده‌ام (۲۰۱۳)، درد و شکوه (۲۰۱۹) | [ ۲ ] [ ۳ ] [ ۴ ]                   |
| رابرت آلتمن              | رنه اوبرژونوا         | Brewster McCloud (1970)، مش (۱۹۷۰)، مک‌کیب و خانم میلر (۱۹۷۱)، تصاویر (۱۹۷۲)، بازیگر (۱۹۹۲) | [ ۵ ]                               |
| رابرت آلتمن              | هنری گیبسون           | خداحافظی طولانی (۱۹۷۳)، نشویل (۱۹۷۵)، A Perfect Couple (۱۹۷۹)، سلامت (۱۹۸۰) | [ ۵ ]                               |
| پل توماس اندرسن          | فیلیپ سیمور هافمن     | برد دشوار (۱۹۹۶)، شب‌های عیاشی (۱۹۹۷)، مگنولیا (۱۹۹۹)، عشق پریشان (۲۰۰۲)، استاد (۲۰۱۲) | [ ۱ ] [ ۴ ]                         |
| وس اندرسن                | بیل مری               | راشمور (۱۹۹۸)، خانواده اشرافی تننبام (۲۰۰۱)، زندگی در آب با استیو زیسو (۲۰۰۴)، آقای فاکس شگفت‌انگیز (۲۰۰۹، فقط صدا)، هتل بزرگ بوداپست (۲۰۱۴)، جزیره سگ‌ها (۲۰۱۸، فقط صدا) | [ ۱ ] [ ۲ ] [ ۶ ] [ ۵ ] [ ۴ ]       |
| وس اندرسن                | اوون ویلسون           | منور (۱۹۹۶)، خانواده اشرافی تننبام (۲۰۰۱)، زندگی در آب با استیو زیسو (۲۰۰۴)، دارجلینگ محدود (۲۰۰۷)، آقای فاکس شگفت‌انگیز (۲۰۰۹، فقط صدا)، هتل بزرگ بوداپست (۲۰۱۴)، گزارش فرانسوی (۲۰۲۰) | [ ۱ ] [ ۲ ] [ ۶ ] [ ۵ ] [ ۴ ]       |
| میکل‌آنجلو آنتونیونی      | مونیکا ویتی           | فریاد (۱۹۵۷)، ماجرا (۱۹۶۰)، شب (۱۹۶۱)، کسوف (۱۹۶۲)، صحرای سرخ (۱۹۶۴)، The Mystery of Oberwald (۱۹۸۰) | [ ۱ ]                               |
| اینگمار برگمان           | بیبی آندرشون          | لبخندهای یک شب تابستانی (۱۹۵۵)، مهر هفتم (۱۹۵۷)، توت‌فرنگی‌های وحشی (۱۹۵۷)، آستانه زندگی (۱۹۵۸)، چهره (۱۹۵۸)، پرسونا (۱۹۶۶)، مصائب آنا (۱۹۶۹)، صحنه‌هایی از یک ازدواج (1973) (ناتمام) | [ ۱ ] [ ۷ ]                         |
| اینگمار برگمان           | ماکس فون سیدو         | مهر هفتم (۱۹۵۷)، توت‌فرنگی‌های وحشی (۱۹۵۷)، آستانه زندگی (۱۹۵۸)، Rabies (۱۹۵۸)، چهره (۱۹۵۸)، چشمه باکره (۱۹۶۰)، همچون در یک آینه (۱۹۶۱)، نور زمستانی (۱۹۶۳)، ساعت گرگ و میش (۱۹۶۸)، شرم (۱۹۶۸)، مصائب آنا (۱۹۶۹)، تماس (۱۹۷۱) | [ ۱ ] [ ۷ ]                         |
| اینگمار برگمان           | لیو اولمان            | پرسونا (۱۹۶۶)، ساعت گرگ و میش (۱۹۶۸)، شرم (۱۹۶۸)، مصائب آنا (۱۹۶۹)، فریادها و نجواها (۱۹۷۲)، صحنه‌هایی از یک ازدواج (۱۹۷۳)، The Magic Flute (1975، بدون ذکر در عنوان‌بندی)، چهره به چهره (۱۹۷۶)، تخم مار (۱۹۷۷)، سونات پاییزی (۱۹۷۸) | [ ۱ ] [ ۷ ]                         |
| باد بتیکر                | راندولف اسکات         | Seven Men from Now (1956)، Decision at Sundown (1957)، The Tall T (1957)، Buchanan Rides Alone (1958)، Ride Lonesome (1959)، Westbound (1959)، Comanche Station (1960) | [ ۷ ]                               |
| تاد براونینگ             | لان چینی              | The Wicked Darling (1919)، Outside the Law (1920)، The Unholy Three (1925)، The Blackbird (1926)، The Road to Mandalay (1926)، لندن پس از نیمه‌شب (۱۹۲۷)، ناشناخته (۱۹۲۷)، شهر بزرگ (۱۹۲۸)، West of Zanzibar (1928)، Where East Is East (۱۹۲۹) | [ ۷ ]                               |
| تیم برتون                | جانی دپ               | ادوارد دست‌قیچی (۱۹۹۰)، اد وود (۱۹۹۴)، اسلیپی هالو (۱۹۹۹)، عروس مرده (۲۰۰۵)، چارلی و کارخانه شکلات‌سازی (۲۰۰۵)، آرایشگر شیطانی خیابان فلیت (۲۰۰۷)، آلیس در سرزمین عجایب (۲۰۱۰)، سایه‌های سیاه (۲۰۱۲) | [ ۱ ] [ ۲ ] [ ۶ ] [ ۸ ] [ ۳ ] [ ۴ ] |
| جیمز کامرون              | بیل پکستون            | نابودگر (۱۹۸۴)، بیگانه‌ها (۱۹۸۶)، دروغ‌های حقیقی (۱۹۹۴)، تایتانیک (۱۹۹۷)، اشباح غوطه‌ور (۲۰۰۳، تک‌جلوه) | [ ۸ ]                               |
| جیمز کامرون              | آرنولد شوارتزنگر      | نابودگر (۱۹۸۴)، نابودگر ۲: روز داوری (۱۹۹۱)، دروغ‌های حقیقی (۱۹۹۴) | [ ۱ ] [ ۴ ]                         |
| لئوس کاراکس              | دونی لوان             | پسر با دختر ملاقات می‌کند (۱۹۸۴)، خون ناپاک (۱۹۸۶)، Mister Lonely (۲۰۰۷)، توکیو! (۲۰۰۸)، هولی موتورز (۲۰۱۲) | [ ۷ ]                               |
| جان کارپنتر              | کرت راسل              | الویس (۱۹۷۹، TV)، فرار از نیویورک (۱۹۸۱)، موجود (۱۹۸۲)، مشکل بزرگ در چین کوچک (۱۹۸۶)، فرار از لس آنجلس (۱۹۹۶) | [ ۸ ] [ ۴ ]                         |
| جان کاساوتیس             | سیمور کاسل            | | [ ۷ ] [ ۵ ]                         |
| جان کاساوتیس             | جنا رولندز            | سایه‌ها (۱۹۵۹)، A Child Is Waiting (۱۹۶۳)، چهره‌ها (۱۹۶۸)، Minnie and Moskowitz (۱۹۷۱)، زنی تحت تأثیر (۱۹۷۴)، شب افتتاح (۱۹۷۷)، گلوریا (۱۹۸۰)، طوفان (۱۹۸۲)، چشمه‌های عشق (۱۹۸۴) | [ ۷ ] [ ۵ ]                         |
| کلود شابرول              | استفان اودران         | | [ ۷ ]                               |
| برادران کوئن             | فرانسیس مک‌دورمند      | دهشت‌زده (۱۹۸۴)، بزرگ کردن آریزونا (۱۹۸۷)، تقاطع میلر (۱۹۹۰، بدون ذکر در عنوان‌بندی)، بارتون فینک (۱۹۹۱)، فارگو (فیلم) (۱۹۹۶)، مردی که آنجا نبود (۲۰۰۱)، بخوان و بسوزان (۲۰۰۸)، درود بر سزار! (۲۰۱۶) | [ ۶ ]                               |
| فرانسیس فورد کوپولا      | رابرت دووال           | مردمان باران (۱۹۶۹)، پدرخوانده (۱۹۷۲)، پدرخوانده: قسمت دوم (۱۹۷۴)، مکالمه (۱۹۷۴، بدون ذکر در عنوان‌بندی)، اینک آخرالزمان (۱۹۷۹) | [ ۵ ]                               |
| فرانسیس فورد کوپولا      | داین کیتن             | پدرخوانده (۱۹۷۲)، پدرخوانده: قسمت دوم (۱۹۷۴)، پدرخوانده: قسمت سوم (۱۹۹۰) | [ ۵ ]                               |
| فرانسیس فورد کوپولا      | آل پاچینو             | پدرخوانده (۱۹۷۲)، پدرخوانده: قسمت دوم (۱۹۷۴)، پدرخوانده: قسمت سوم (۱۹۹۰) | [ ۵ ]                               |
| سوفیا کوپولا             | کیرستن دانست          | خودکشی باکره‌ها (۱۹۹۹)، ماری آنتوانت (۲۰۰۶)، حلقه بلینگ (۲۰۱۳، تک‌جلوه)، فریب‌خورده (۲۰۱۷) | [ ۲ ] [ ۶ ] [ ۳ ]                   |
| رایان کوگلر              | مایکل بی.جردن         | ایستگاه فروت‌ویل (۲۰۱۳)، کرید (۲۰۱۵)، پلنگ سیاه (۲۰۱۸) | [ ۶ ] [ ۳ ]                         |
| دیوید کراننبرگ           | ویگو مورتنسن          | سابقه خشونت (۲۰۰۵)، قول‌های شرقی (۲۰۰۷)، یک روش خطرناک (۲۰۱۱) | [ ۴ ]                               |
| گی‌یرمو دل تورو           | داگ جونز (بازیگر)     | تقلید (۱۹۹۷)، پسر جهنمی (۲۰۰۵)، هزارتوی پن (۲۰۰۶)، پسر جهنمی ۲: ارتش طلایی (۲۰۰۸)، قله‌ای به رنگ خون (۲۰۱۵)، شکل آب (۲۰۱۷) | [ ۶ ]                               |
| گی‌یرمو دل تورو           | ران پرلمن             | Cronos (1993)، تیغه ۲ (۲۰۰۲)، پسر جهنمی (۲۰۰۵)، پسر جهنمی ۲: ارتش طلایی (۲۰۰۸)، حاشیه اقیانوس آرام (۲۰۱۲) | [ ۸ ]                               |
| کلینت ایستوود            | مورگان فریمن          | | [ ۹ ] [ ۱۰ ]                        |
| نورا افرون               | مگ رایان              | | [ ۲ ]                               |
| فدریکو فلینی             | مارچلو ماسترویانی     | زندگی شیرین (۱۹۶۰)، هشت‌ونیم (۱۹۶۳)، رم (۱۹۷۲)، شهر زنان (۱۹۸۰)، جینجر و فرد (۱۹۸۶)، مصاحبه (۱۹۸۷) | [ ۱۱ ]                              |
| فدریکو فلینی             | جولیتا ماسینا         | روشنایی‌های واریته (۱۹۵۰)، شیخ سفید (۱۹۵۲)، جاده (۱۹۵۴)، Il bidone (۱۹۵۵)، شب‌های کابیریا (۱۹۵۷)، جولیتای ارواح (۱۹۶۵)، جینجر و فرد (۱۹۸۶) | [ ۱۲ ]                              |
| پال فیگ                  | ملیسا مک‌کارتی         | | [ ۶ ]                               |
| دیوید فینچر              | برد پیت               | هفت (۱۹۹۶)، باشگاه مبارزه (۱۹۹۹)، مورد عجیب بنجامین باتن (۲۰۰۸) | [ ۴ ]                               |
| جان فورد                 | هری کری (بازیگر)      | | [ ۲ ] [ ۷ ] [ ۵ ]                   |
| جان فورد                 | بن جانسون (بازیگر)    | دژ آپاچی (۱۹۴۸)، سه پدرخوانده (۱۹۴۸، بدون ذکر در عنوان‌بندی)، او یک روبان زرد بست (۱۹۴۹)، ریو گرانده (۱۹۵۰)، پاییز قبیله شاین (۱۹۶۴) | [ ۲ ] [ ۷ ] [ ۵ ]                   |
| جان فورد                 | جان وین               | دلیجان (۱۹۳۹)، سفر دریایی طولانی به خانه (۱۹۴۰)، آنان قابل چشم‌پوشی بودند (۱۹۴۵)، سه پدرخوانده (۱۹۴۸)، دژ آپاچی (۱۹۴۸)، او یک روبان زرد بست (۱۹۴۹)، ریو گرانده (۱۹۵۰)، مرد آرام (۱۹۵۲)، جویندگان (۱۹۵۶)، نشان عقاب (۱۹۵۷)، The Horse Soldiers (۱۹۵۹)، مردی که لیبرتی والانس را کشت (۱۹۶۲)، چگونه غرب تسخیر شد (۱۹۶۲) (بخش ۳)، داناوانز ریف (۱۹۶۳) | [ ۲ ] [ ۷ ] [ ۵ ]                   |
| آنتوان فوکوآ             | دنزل واشینگتن         | روز تعلیم (۲۰۰۱)، ایکوالایزر (۲۰۱۴)، هفت دلاور (۲۰۱۶)، ایکوالایزر ۲ (۲۰۱۸) | [ ۶ ] [ ۴ ]                         |
| ژان-لوک گدار             | آنا کارینا            | زن زن است (۱۹۶۱)، گذران زندگی (۱۹۶۲)، سرباز کوچک (۱۹۶۳)، دسته جداافتاده‌ها (۱۹۶۴)، آلفاویل (۱۹۶۵)، پی‌یرو خله (۱۹۶۵)، ساخت آمریکا (۱۹۶۶)، The Oldest Profession (۱۹۶۷) | [ ۷ ]                               |
| پل گرینگرس               | مت دیمون              | برتری بورن (۲۰۰۴)، اولتیماتوم بورن (۲۰۰۷)، منطقه سبز (۲۰۱۰)، جیسون بورن (۲۰۱۶) | [ ۴ ]                               |
| دی. دبلیو. گریفیث        | لیلین گیش             | تولد یک ملت (۱۹۱۵)، تعصب (۱۹۱۶)، سوزی پاک‌دل (۱۹۱۹)، شکوفه‌های پرپر (۱۹۱۹)، در دوردست شرق (۱۹۲۰)، Orphans of the Storm (1921) (ناتمام) | [ ۷ ]                               |
| آلفرد هیچکاک             | کری گرانت             | سوءظن (۱۹۴۱)، بدنام (۱۹۴۶)، گرفتن یک دزد (۱۹۵۵)، شمال از شمال غربی (۱۹۵۹) | [ ۱ ] [ ۲ ] [ ۷ ] [ ۵ ] [ ۴ ]       |
| آلفرد هیچکاک             | جیمز استوارت          | طناب (۱۹۴۸)، پنجره عقبی (۱۹۵۴)، مردی که زیاد می‌دانست (۱۹۵۶)، سرگیجه (۱۹۵۸) | [ ۱ ] [ ۲ ] [ ۷ ] [ ۵ ] [ ۴ ]       |
| هاوارد هاکس              | کری گرانت             | پرورش بیبی (۱۹۳۸)، فقط فرشتگان بال دارند (۱۹۳۹)، منشی همه‌کاره او (۱۹۴۰)، جنگ (۱۹۴۹)، تجارت میمون (۱۹۵۲) | [ ۷ ]                               |
| ورنر هرتسوک              | کلاوس کینسکی          | | [ ۷ ]                               |
| جانانا هاگ               | تام هیدلستون          | Unrelated (2007)، مجمع‌الجزایر (۲۰۱۰)، نمایشگاه (۲۰۱۳) | [ ۱۳ ]                              |
| Nicole Holofcener        | کاترین کینر           | Walking and Talking (1996)، Lovely & Amazing (2001)، دوستان همراه پول (۲۰۰۶)، لطفاً کمک کنید (۲۰۱۰)، بحث کافیه (۲۰۱۳) | [ ۶ ] [ ۵ ]                         |
| جان هیوز                 | مالی رینگوالد         | | [ ۲ ]                               |
| درک جارمن                | تیلدا سوینتن          | کاراواجو (۱۹۸۶)، The Last of England (۱۹۸۷)، مرثیه جنگ (۱۹۸۹)، باغ (۱۹۹۰)، ادوارد دوم (۱۹۹۱)، ویتگنشتاین (۱۹۹۳) | [ ۱۴ ]                              |
| بونگ جون هو              | سونگ کانگ-هو          | خاطرات قتل (۲۰۰۳)، The Host (۲۰۰۶)، برف‌شکن (۲۰۱۳)، انگل (۲۰۱۹) | [ ۱۵ ]                              |
| وونگ کار وای             | مگی چانگ              | As Tears Go By (1988)، روزهای وحشی بودن (۱۹۹۰)، خاکسترهای زمان (۱۹۹۴)، در حال‌وهوای عشق (۲۰۰۰)، ۲۰۴۶ (فیلم) (۲۰۰۴) | [ ۷ ] [ ۵ ]                         |
| وونگ کار وای             | تونی لیانگ            | خاکسترهای زمان (۱۹۹۴)، چانگ‌کینگ اکسپرس (۱۹۹۴)، شاد در کنار هم (۱۹۹۷)، در حال‌وهوای عشق (۲۰۰۰)، ۲۰۴۶ (۲۰۰۴)، استاد بزرگ (۲۰۱۳) | [ ۷ ] [ ۵ ]                         |
| آکیرا کوروساوا           | توشیرو میفونه         | فرشته مست (۱۹۴۸)، دوئل آرام (۱۹۴۹)، سگ ولگرد (۱۹۴۹)، رسوایی (۱۹۵۰)، راشومون (۱۹۵۰)، ابله (۱۹۵۱)، هفت سامورایی (۱۹۵۴)، من در ترس زندگی می‌کنم (۱۹۵۵)، سریر خون (۱۹۵۷)، در اعماق (۱۹۵۷)، دژ پنهان (۱۹۵۸)، آدم بد راحت می‌خوابد (۱۹۶۰)، یوجیمبو (۱۹۶۱)، سانجورو (۱۹۶۲)، بهشت و دوزخ (۱۹۶۳)، ریش‌قرمز (۱۹۶۵)                                            | [ ۱ ] [ ۷ ]                         |
| اسپایک لی                | دنزل واشینگتن         | بهترین بلوز (۱۹۹۰)، مالکوم ایکس (۱۹۹۲)، او بازی را برد (۱۹۹۸)، نفوذی (۲۰۰۶) | [ ۱ ] [ ۲ ] [ ۵ ]                   |
| ریچارد لینکلیتر          | ایثن هاک              | پیش از طلوع (۱۹۹۵)، پسران نیوتن (۱۹۹۸)، زندگی بیداری (۲۰۰۱)، نوار (۲۰۰۱)، پیش از غروب (۲۰۰۴)، ملت غذای آماده (۲۰۰۶)، پیش از نیمه‌شب (۲۰۱۳)، پسرانگی (۲۰۱۴) | [ ۶ ] [ ۴ ]                         |
| جرج لوکاس                | هریسون فورد           | دیوارنویسی آمریکایی (۱۹۷۳)، جنگ ستارگان (۱۹۷۷)، ایندیانا جونز (۱۹۸۴) | [ ۸ ]                               |
| دیوید لینچ               | لورا درن              | مخمل آبی (۱۹۸۶)، از ته دل وحشی (۱۹۹۰)، سمفونی صنعتی شماره ۱ (۱۹۹۰)، امپراتوری درون (۲۰۰۶) | [ ۱۶ ]                              |
| آنتونی مان               | جیمز استوارت          | وینچستر ۷۳ (۱۹۵۰)، خم رودخانه (۱۹۵۲)، داستان گلن میلر (۱۹۵۳)، مهمیز برهنه (۱۹۵۳)، ثاندر بی (۱۹۵۳)، The Far Country (۱۹۵۴)، مردی از لارامی (۱۹۵۵)، مرکز هوایی استراتژیک (۱۹۵۵) | [ ۷ ]                               |
| آدام مک‌کی                | ویل فرل               | | [ ۶ ] [ ۴ ]                         |
| استیو مک‌کوئین (کارگردان) | مایکل فاسبندر         | گرسنگی (۲۰۰۸)، شرم (۲۰۱۱)، ۱۲ سال بردگی (۲۰۱۳) | [ ۱ ] [ ۳ ] [ ۴ ]                   |
| جف نیکولز                | مایکل شنون            | Shotgun Stories (2007)،پناه بگیر (۲۰۱۱)، ماد (۲۰۱۲)، ویژه نیمه‌شب (۲۰۱۶)، لاوینگ (۲۰۱۶) | [ ۱ ]                               |
| کریستوفر نولان           | مایکل کین             | بتمن آغاز می‌کند (۲۰۰۵)، پرستیژ (۲۰۰۶)، شوالیه تاریکی (۲۰۰۸)، تلقین (۲۰۱۰)، شوالیه تاریکی برمی‌خیزد (۲۰۱۲)، میان‌ستاره‌ای (۲۰۱۴)، دانکرک (۲۰۱۷، صدا، بدون ذکر در عنوان‌بندی)، انگاشته (۲۰۲۰) | [ ۱ ] [ ۶ ] [ ۴ ]                   |
| کریستوفر نولان           | کریستین بیل           | بتمن آغاز می‌کند (۲۰۰۵)، پرستیژ (۲۰۰۶)، شوالیه تاریکی (۲۰۰۸)، شوالیه تاریکی برمی‌خیزد (۲۰۱۲) | [ ۱ ] [ ۶ ] [ ۴ ]                   |
| یاسوجیرو اوزو            | ستسوکو هارا           | | [ ۷ ]                               |
| یاسوجیرو اوزو            | چیشو ریو              | ۵۲ فیلم در بازهٔ ۱۹۲۸ و ۱۹۶۲ | [ ۷ ]                               |
| سم ریمی                  | بروس کمپبل            | Within the Woods (1978، فیلم کوتاه)، مرده شریر (۱۹۸۱)، Crimewave (۱۹۸۵)، مرده شریر ۲ (۱۹۸۷)، مرد تاریکی (۱۹۹۰)، ارتش تاریکی (۱۹۹۲)، برنده و بازنده (۱۹۹۵، صحنه‌ها حذف شد)، مرد عنکبوتی (۲۰۰۲)، مرد عنکبوتی ۲ (۲۰۰۴)، مرد عنکبوتی ۳ (۲۰۰۷)، از بزرگ و قدرتمند (۲۰۱۳)                                                                               | [ ۸ ]                               |
| نیکلاس ویندینگ رفن       | رایان گاسلینگ         | رانندگی (۲۰۱۱)، فقط خدا می‌بخشد (۲۰۱۳) | [ ۱ ] [ ۴ ]                         |
| نیکلاس ویندینگ رفن       | مدس میکلسن            | موادفروش (۱۹۹۶)، Bleeder (1999)، Pusher II (۲۰۰۴)، خیزش والهالا (۲۰۰۹) | [ ۱۷ ]                              |
| کلی رایکارد              | میشل ویلیامز (بازیگر) | Wendy and Lucy (2008)، میان‌بر میک (۲۰۱۰)، برخی زنان (۲۰۱۶) | [ ۶ ]                               |
| دیوید او. راسل           | جنیفر لارنس           | دفترچه امیدبخش (۲۰۱۲)، حقه‌بازی آمریکایی (۲۰۱۳)، جوی (۲۰۱۵) | [ ۶ ] [ ۳ ]                         |
| مارتین اسکورسیزی         | رابرت دنیرو           | خیابان‌های پایین شهر (۱۹۷۳)، راننده تاکسی (۱۹۷۶)، نیویورک، نیویورک (۱۹۷۷)، گاو خشمگین (۱۹۸۰)، سلطان کمدی (۱۹۸۲)، رفقای خوب (۱۹۹۰)، تنگه وحشت (۱۹۹۱)، کازینو (۱۹۹۵)، تست (۲۰۱۵)، مرد ایرلندی (۲۰۱۹) | [ ۱ ] [ ۲ ] [ ۶ ] [ ۷ ] [ ۵ ]       |
| مارتین اسکورسیزی         | لئوناردو دی‌کاپریو     | دارودسته‌های نیویورکی (۲۰۰۲)، هوانورد (۲۰۰۴)، رفتگان (۲۰۰۶)، جزیره شاتر (۲۰۱۰)، گرگ وال استریت (۲۰۱۳)، تست (۲۰۱۵) | [ ۱ ] [ ۲ ] [ ۶ ] [ ۳ ] [ ۵ ] [ ۴ ] |
| ریدلی اسکات              | راسل کرو              | گلادیاتور (۲۰۰۰)، یک سال خوب (۲۰۰۶)، گانگستر آمریکایی (۲۰۰۷)، یک مشت دروغ (۲۰۰۸)، رابین هود (۲۰۱۰) | [ ۳ ] [ ۴ ]                         |
| کوین اسمیت               | بن افلک               | پاساژگردها (۱۹۹۵)، به دنبال امی (۱۹۹۷)، جزم‌اندیشی (۱۹۹۹)، جی و باب ساکت پاتک می‌زنند (۲۰۰۱)، دختر جرسی (۲۰۰۴)، Clerks II (2006)، Jay and Silent Bob Reboot (۲۰۱۹). | [ ۱۸ ]                              |
| استیون سودربرگ           | جرج کلونی             | خارج از دید (۱۹۹۸)، یازده یار اوشن (۲۰۰۱)، سولاریس (۲۰۰۲)، دوازده یار اوشن (۲۰۰۴)، آلمانی خوب (۲۰۰۶)، سیزده یار اوشن (۲۰۰۷) | [ ۳ ] [ ۴ ] [ ۱۹ ]                  |
| استیون سودربرگ           | مت دیمون              | یازده یار اوشن (۲۰۰۱)، دوازده یار اوشن (۲۰۰۴)، سیزده یار اوشن (۲۰۰۷)، Che (۲۰۰۸)، اطلاع‌رسانی! (۲۰۰۹)، شیوع (۲۰۱۱)، پشت چلچراغ (۲۰۱۳)، دیوانه (۲۰۱۸، تک‌جلوه) | [ ۳ ] [ ۴ ] [ ۱۹ ]                  |
| استیون سودربرگ           | چنینگ تیتوم           | مجیک مایک (۲۰۱۲)، عوارض جانبی (۲۰۱۳)، لوگان خوش‌شانس (۲۰۱۷) | [ ۳ ] [ ۴ ] [ ۱۹ ]                  |
| استیون اسپیلبرگ          | تام هنکس              | نجات سرباز رایان (۱۹۹۸)، اگه می‌تونی منو بگیر (۲۰۰۲)، ترمینال (۲۰۰۴)، پل جاسوس‌ها (۲۰۱۵)، پست (۲۰۱۷) | [ ۲ ] [ ۶ ] [ ۳ ] [ ۴ ]             |
| کوئنتین تارانتینو        | ساموئل ال. جکسون      | داستان عامه‌پسند (۱۹۹۴)، جکی براون (۱۹۹۷)، بیل را بکش بخش ۲ (۲۰۰۴)، حرامزاده‌های لعنتی (۲۰۰۹، صدا، بدون ذکر در عنوان‌بندی)، جنگوی زنجیرگسسته (۲۰۱۲)، هشت نفرت‌انگیز (۲۰۱۵) | [ ۲ ] [ ۶ ] [ ۴ ]                   |
| کوئنتین تارانتینو        | اوما تورمن            | داستان عامه‌پسند (۱۹۹۴)، بیل را بکش بخش ۱ (۲۰۰۳)، بیل را بکش بخش ۲ (۲۰۰۴) | [ ۲ ] [ ۶ ] [ ۴ ]                   |
| فرانسوا تروفو            | ژان‌پیر لئو            | چهارصد ضربه (۱۹۵۹)، بوسه‌های دزدکی (۱۹۶۸)، کانون زناشویی (۱۹۷۰)، دو دختر انگلیسی و مرد اروپایی (۱۹۷۱)، روز به جای شب (۱۹۷۳)، عشق در گریز (۱۹۷۹) | [ ۷ ]                               |
| جوزف فون اشترنبرگ        | مارلنه دیتریش         | فرشته آبی (۱۹۳۰)، مراکش (۱۹۳۰)، Dishonored (۱۹۳۱)، قطار سریع‌السیر شانگهای (۱۹۳۲)، Blonde Venus (۱۹۳۲)، امپراتریس سرخ‌پوش (۱۹۳۴)، The Devil is a Woman (۱۹۳۵) | [ ۷ ] [ ۵ ]                         |
| جاس ویدون                | ناتان فیلیون          | بافی قاتل خون‌آشام‌ها (۱۹۹۷–۲۰۰۳)، فایرفلای (۲۰۰۲)، سرنتی (۲۰۰۵)، Dr. Horrible's Sing-Along Blog (۲۰۰۸)، هیاهوی بسیار برای هیچ (۲۰۱۲) | [ ۸ ]                               |
| جان وو                   | چو یون فات            | فردایی بهتر (۱۹۸۶)، فردایی بهتر ۲ (۱۹۸۷)، قاتل (۱۹۸۹)، یک دزد (۱۹۹۱)، سرسخت (۱۹۹۲) | [ ۲ ]                               |
| ادگار رایت               | سایمون پگ             | Spaced (1999–2001)، شان می‌میرد (۲۰۰۴)، پلیس خفن (۲۰۰۷)، ورلدز اند (۲۰۱۳) | [ ۴ ]                               |
| جو رایت                  | کیرا نایتلی           | غرور و تعصب (۲۰۰۵)، تاوان (۲۰۰۷)، آنا کارنینا (۲۰۱۲) | [ ۳ ]                               |